# Саль-де-Барбезьё
Саль-де-Барбезьё (фр. Salles-de-Barbezieux) — коммуна во Франции, находится в регионе Пуату — Шаранта. Департамент — Шаранта. Входит в состав кантона Барбезьё-Сент-Илер. Округ коммуны — Коньяк.
Код INSEE коммуны — 16360.
Коммуна расположена приблизительно в 430 км к юго-западу от Парижа, в 135 км южнее Пуатье, в 32 км к юго-западу от Ангулема.

## Население
Население коммуны на 2008 год составляло 435 человек.
| 1962 | 1968 | 1975 | 1982 | 1990 | 1999 | 2008 |
| ---- | ---- | ---- | ---- | ---- | ---- | ---- |
| 295  | 271  | 267  | 317  | 406  | 408  | 435  |

## Экономика
В 2007 году среди 316 человек в трудоспособном возрасте (15—64 лет) 223 были экономически активными, 93 — неактивными (показатель активности — 70,6 %, в 1999 году было 74,3 %). Из 223 активных работали 202 человека (99 мужчин и 103 женщины), безработных было 21 (6 мужчин и 15 женщин). Среди 93 неактивных 46 человек были учениками или студентами, 29 — пенсионерами, 18 были неактивными по другим причинам.

## Фотогалерея

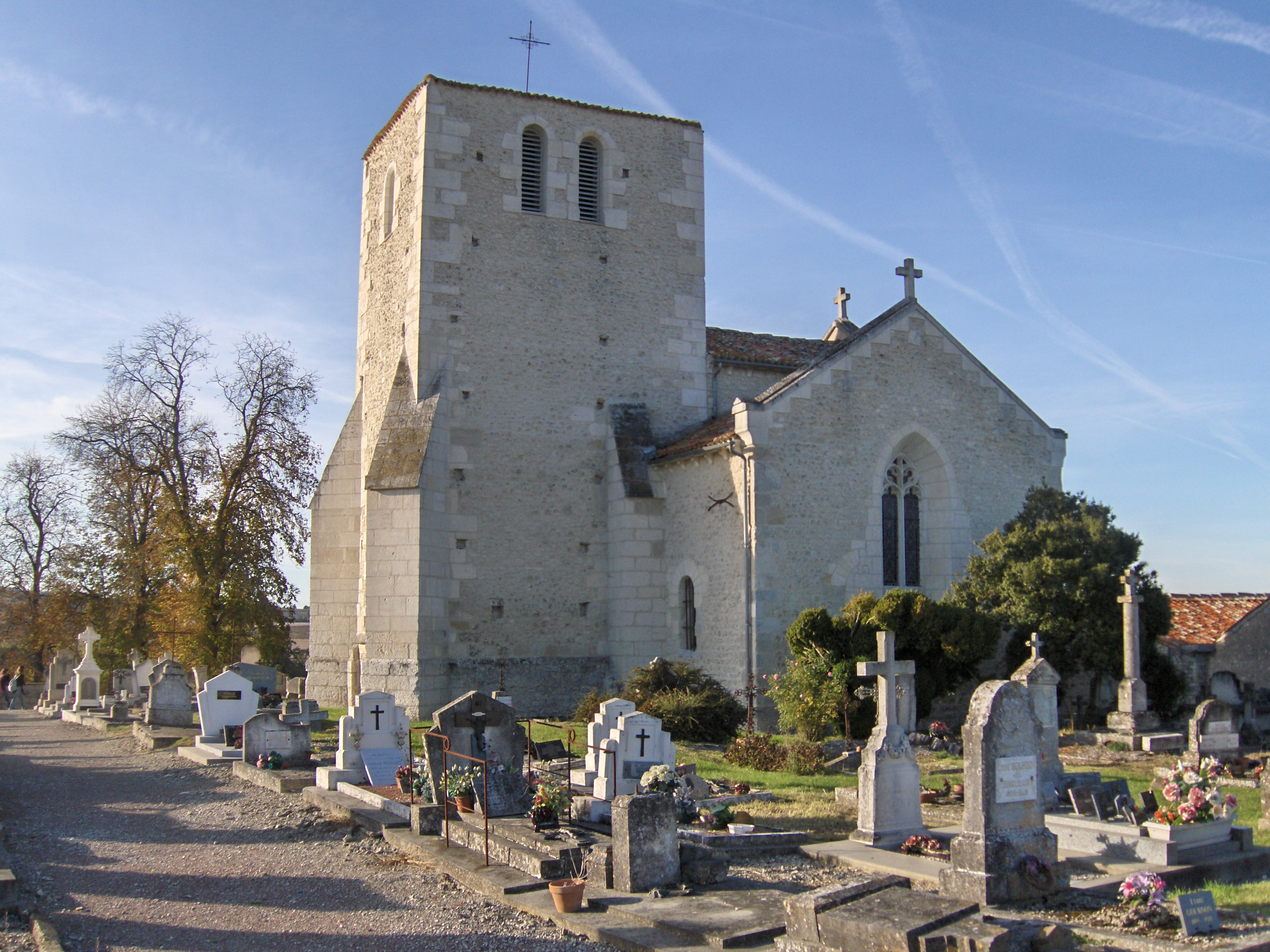
Церковь Сен-Жак
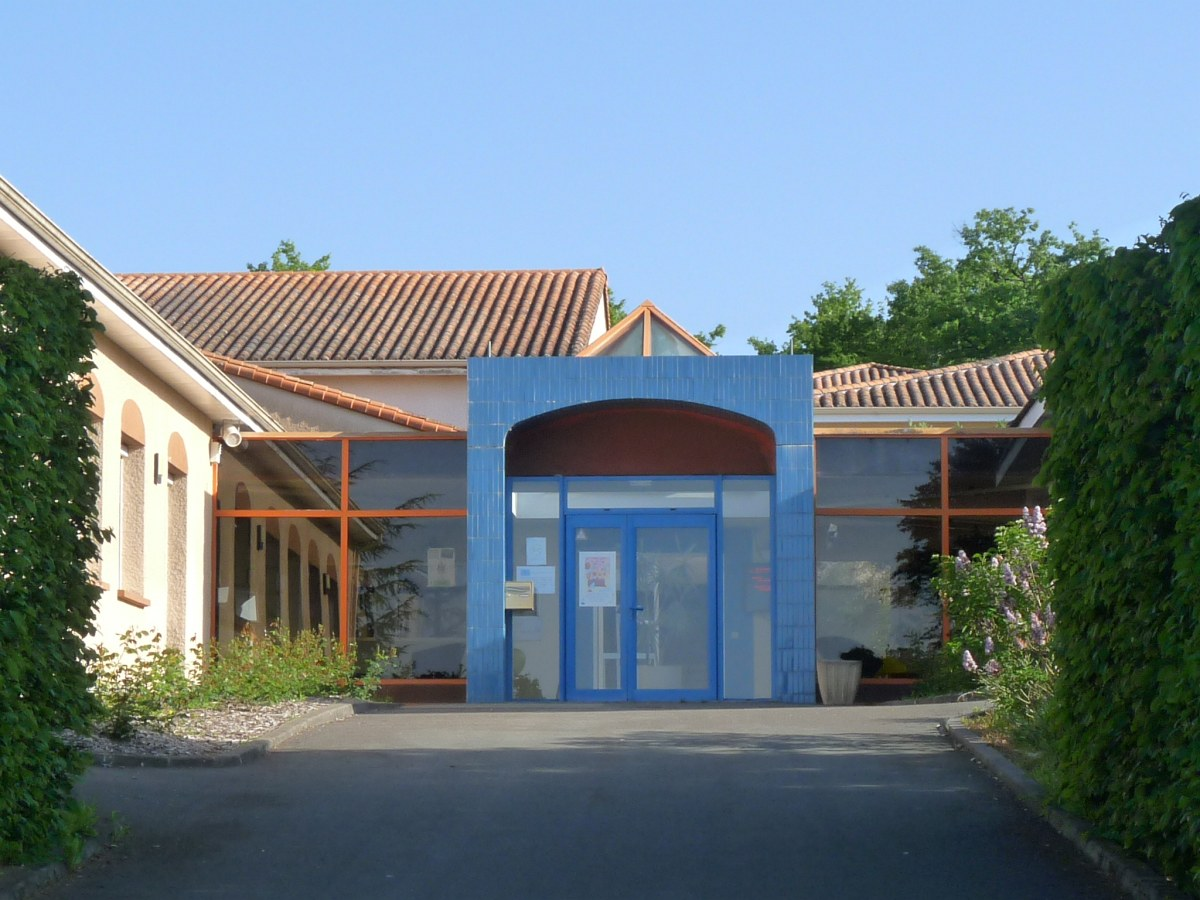
Аграрный лицей
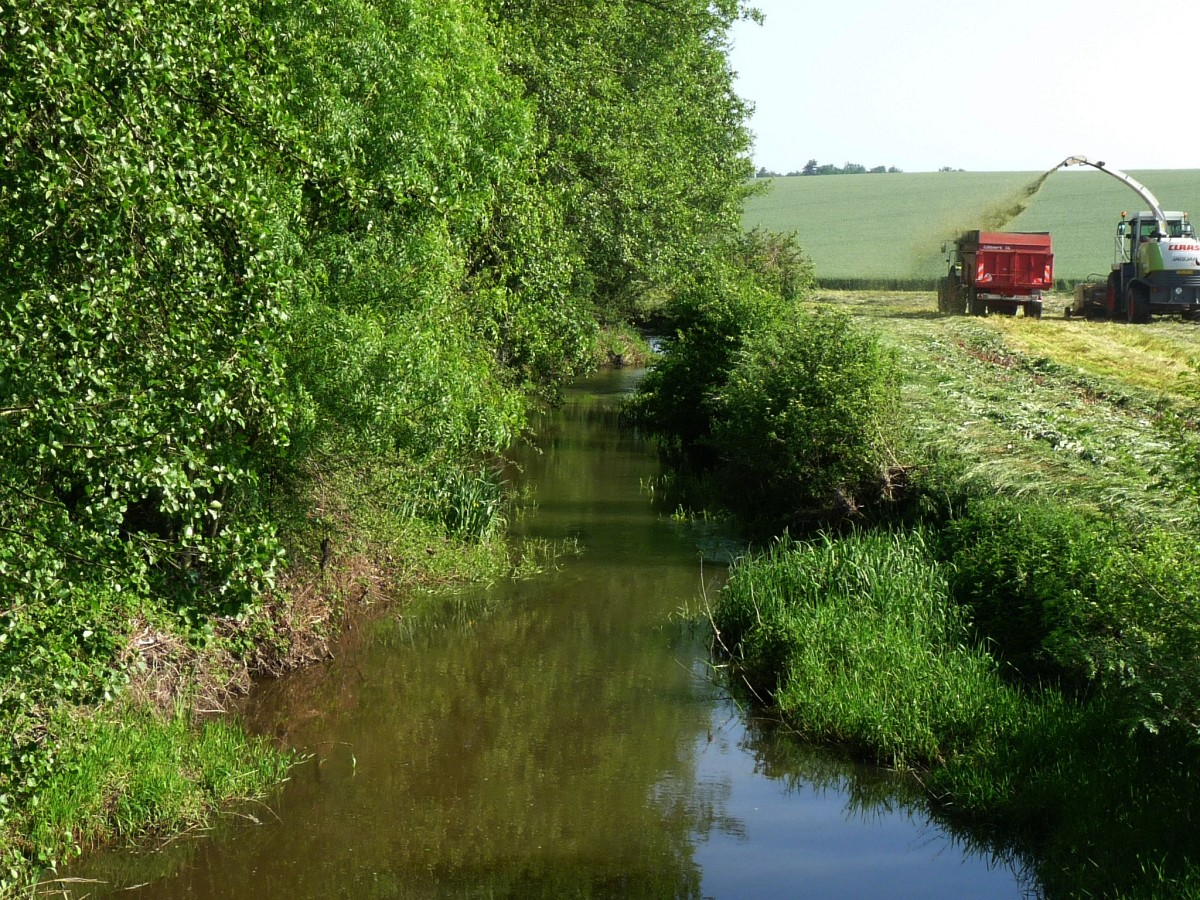
Река Бо[фр.]